# Paul Smith (dessinateur)
Pour les articles homonymes, voir Paul Smith et Smith.
Paul Martin Smith (né le 4 septembre 1953 à Kansas City) dans l'état du Missouri est un dessinateur de bande dessinée américain.

## Biographie
Après avoir débuté dans l'animation, il commence à travailler pour Marvel au début des années 1980. En 1982-1983, il illustre dix numéros d'Uncanny X-Men, alors le comic book le plus vendu du pays. L'année suivante, il dessine sept numéros de Doctor Strange. Dans les années 1990, il réalise avec James Robinson deux mini-séries remarquées, The Golden Age (1993-1994) et Leave It to Chance (1996-1999).

## Prix et récompenses
- 1997 : Prix Eisner de la meilleure nouvelle série et du meilleur titre destiné au jeune public pour Leave It to Chance (avec James Robinson)
- 1997 : Prix Harvey de la meilleure nouvelle série pour Leave It to Chance